# Kameňany
Kameňany és un poble i municipi d'Eslovàquia que es troba a la regió de Banská Bystrica.

## Història
La primera menció escrita de la vila es remunta al 1243.

## Demografia
| Godina             | 1994 | 2004    | 2014    | 2024   |
| ------------------ | ---- | ------- | ------- | ------ |
| Nombre de persones | 638  | 706     | 826     | 851    |
| Diferència         |      | +10,65% | +16,99% | +3,02% |

| Godina             | 2023 | 2024   |
| ------------------ | ---- | ------ |
| Nombre de persones | 843  | 851    |
| Diferència         |      | +0,94% |